# 赤間直哉
赤間 直哉（あかま なおや、1991年4月5日 - ）は、日本の俳優及びプロレスラー。ジャニーズJr.内ユニット「Ya-Ya-yah」の元メンバー。東京都足立区出身。

## 所属
- ジャニーズ事務所（2001年 - 2004年）
- A-team（2011年 - 2014年）
- トレジャーオブミュージック（2014年 - 2023年）
- 天才劇団バカバッカ（2014年 - 2023年）
- プロフェッショナルレスリングJTO（2023年 - ）

## 略歴
- 2001年6月、ジャニーズ事務所のオーディションに合格[2]。赤間直哉名義で活動を始める[4]。
- 2002年1月に事務所内でユニット「Ya-Ya-yah」を結成が結成され、メンバーに選ばれる[2]。NHKアニメ『忍たま乱太郎』の主題歌『勇気100%/世界がひとつになるまで』をリリースし、薮宏太と共にメインボーカルの一翼を担っていた[2][4]。
- 2004年にYa-Ya-yahを脱退、ジャニーズ事務所を退所する[4]。
- 2011年7月末、熊野直哉の名でアメーバブログに公式ブログ「708は永遠に完成しない」を開設し[4]、2日後の7月25日には芸能事務所「A-team」のオーディションに合格して芸能活動を再開することを報告していた。同年8月3日、公式ブログを閉鎖した。
- 2012年1月に6人のメンバーのうちの1人として和太鼓エンターテイメント集団「志鼓磨〜Σ〜」を結成しリーダーも務める。音楽のイベントに出演するだけでなく、地方自治体や企業のイベントにも出演しパフォーマンスを行っている。
- 2012年4月に公式Twitterを開設。同年7月に舞台初出演。
- 2013年に声優の木村昴を中心とするHIPHOP集団「NewJappHeroz」の結成に参加しHIGE(ハイジ)名義で活動。
- 2014年4月に木村が旗揚げした天才劇団バカバッカに加入する[5]。
- 2014年10月26日に本名の熊野直哉から赤間直哉に再改名し、所属事務所をトレジャーオブミュージックに移籍したことを発表[1]。
- 幼少の頃からプロレス好き。ダンス界の先輩で、プロレスファン仲間のARAが内緒でプロレスラーデビューしていたことがきっかけとなり、2023年7月17日、自らもJTO後楽園大会にて【赤間“AKM”直哉】というリングネームでプロレスラーデビュー[3]。ARA、ヒロ飯島、MIKAとタッグを組み、ILL GRAVITYとして試合に臨み、勝利した[6]。
- 2024年3月1日、JTO後楽園ホール大会にてUWA世界ライトヘビー級王座決定バトルロイヤルを制し、自身初のベルト戴冠を達成。
- 2024年7月、JTOの所属レスラーとなる。
- 2024年11月1日、JTO後楽園ホール大会にてARAとタッグを組み、JTOタッグ選手権初代王者のヒロ飯島&塚本竜馬組を破りタイトルを奪取。2代目JTOタッグ王座を獲得した。

## 出演
Ya-Ya-yahとしての出演はYa-Ya-yah#出演を参照。2011年7月から2014年10月25日までは、熊野直哉名義で出演

### テレビドラマ
- プラトニック・セックス（2001年、フジテレビ）須川加奈（遠藤愛）の弟 役
- 怪盗アトム小僧（2016年7月25日、東京MX）嶋田唯人 役（主演）

### 舞台
- かたつむり〜彼岸花ノ章〜（2012年7月20日 - 28日、笹塚ファクトリー）
- 天誅（2014年5月7日 - 11日、シアターサンモール） - 小太郎 役
- サイコメ；ステージ（2016年3月2日 - 6日、新宿村Live） - 宇佐見影郎 役
- 劇団空感演人 第十回本公演「HOME〜素晴らしき日の最後の一杯〜」（2017年4月5日 - 9日、あうるすぽっと）[7]
- bpm本公演「QUICK DRAW（クイックドロウ）」（2018年4月20日 - 22日、日本青年館ホール）[8]
- バック・トゥ・ザ君の笑顔〜お江戸でござる〜（2018年5月30日 - 6月3日、中目黒キンケロシアター） - 主演[9] 田中一郎 役
- mucho produce「蜻蛉の住む家」（2024年6月15日、テアトルBONBON） - 日替わりゲスト[10]
- おぶちゃDance Stage「ナナナナ-七夕の夜に-」（2024年7月3日 - 7日、六行会ホール）[11]

### イベント
- HOOP IN THE HOOD 2012（2012年5月5日、足立区総合スポーツセンター）